# Дорогинський заказник
Дороги́нський зака́зник — гідрологічний заказник загальнодержавного значення в Україні. Розташований в Ічнянському районі Чернігівської області, неподалік від сіл Дорогинка, Бакаївка, Томашівка та Припутні.
Площа 1880 га. Створений у 1980 році. Перебуває у віданні місцевих КСП.
Охороняється типове низинне болото у верхів'ї річки Удаю з переважанням купинносокових угруповань осоки омської. По периферії — ценози хвоща, осоки чорної та осоки просоподібної. Угруповання рогозу та очерету займають невеликі площі. Трапляються лепешняк великий, плакун верболистий, рогіз широколистий та інші.
Багатий тваринний світ, особливо велика кількість водоплавних птахів.
Територія заказника має водорегулююче значення.